# 維也納森林兒童合唱團
維也納森林兒童合唱團（德語：Die Sangerknaben vom Wienerwald）是一家奥地利儿童合唱团。
1921年成立於玛丽亚恩策斯多夫，位於維也納森林西南方15公里。招收7至14歲的團員，不同於大部分的兒童合唱團或唱詩班所採用的住宿制，該團則是如同一般的學校一樣，讓團員們和家人住在學校附近。也因為該團的制度如同普通學校，因而他們每次巡迴的時間都只會排在寒暑假之類的長假中。
而該團除了歐美地區以外，亦有巡迴至日本、韓國、菲律賓等地。

## 外部連結
- Sängerknaben!